# Buchstabentafel
Buchstabentafeln oder ABC-Täfelchen, auf denen ein Alphabet stand, waren eine vom 15. bis ins 19. Jahrhundert in diversen Varianten verbreitete Lernhilfe zum Lesenlernen. Mit den Buchstabentafeln wurden ihnen zum ersten Mal Texte zur eigenen Verwendung überlassen.

## Ursprung und Verbreitung

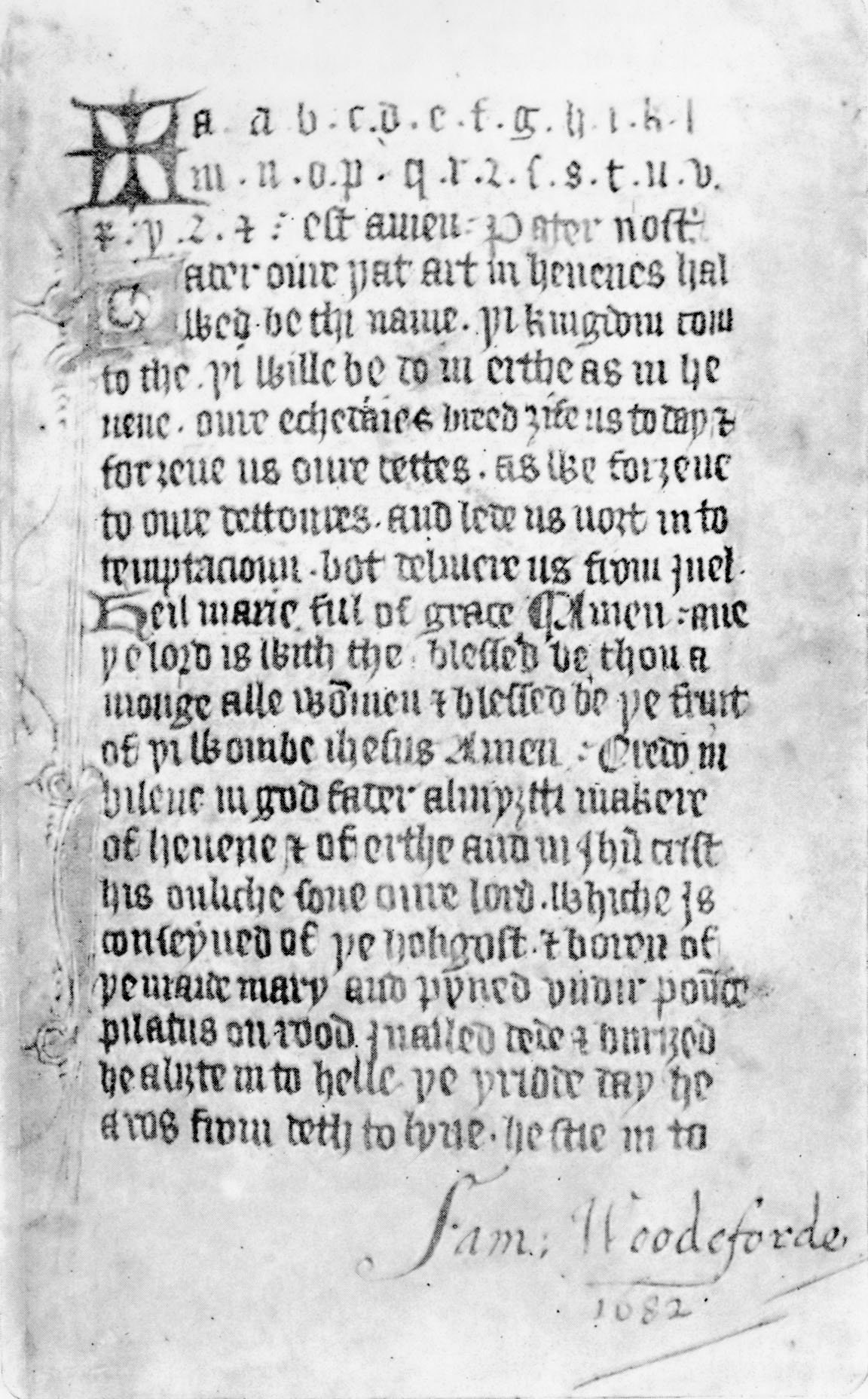
Englisches Gebetbuch mit Alphabet aus dem 14. Jahrhundert; zu erkennen ist die für Buchstabentafeln übliche Gestaltung.

Bereits lange vor der Erfindung des Buchdrucks waren Handschriften verbreitet, die in Schulen als erstes Lesebuch und zur Andacht verwendet wurden. Es wird angenommen, dass Katechismen für Kinder seit dem 8. oder 9. Jahrhundert existieren. ABC-Täfelchen aus Holz zu Lehrzwecken werden in einer englischen Handschrift des 14. Jahrhunderts erwähnt. Seit dem späten 14. Jahrhundert sind Manuskripte pädagogischen Charakters überliefert, die mit einem christlichen Kreuz und dem Alphabet beginnen und diverse Gebete enthalten. Aus der Zeit um 1400 stammt eine illustrierte Abschrift eines Werks von Sacrobosco, die eine Tafel mit arabischen Ziffern zeigt.
Möglicherweise sind Buchstabentafeln eine Weiterentwicklung der zu Lehrzwecken verwendeten wiederbeschreibbaren Tafeln mit Wachsüberzug. Wann genau das erste ABC-Täfelchen geschaffen wurde, ist unbekannt. Die ältesten überlieferten Tafeln aus Holz stammen aus dem 15. Jahrhundert, es wurde aber auch von einem offenbar sehr alten Exemplar aus Blei berichtet. Weiterhin sind Buchstabentafeln aus dem römischen Britannien und aus dem gallorömischen Frankreich bekannt. In antiken Ziegeleien und Wohnsiedlungen findet man Dachziegel, die ein Alphabet, manchmal auch längere Texte, zeigen. Diese wurden in den Ziegeleien vor dem Brennen in den noch feuchten Lehm gekratzt, wo sich die Arbeiter anscheinend zumindest in rudimentärer Form Schreiben und Lesen beibrachten. Wie Einhard in seiner Vita Karoli Magni (c. 25) schrieb, versuchte Karl der Große erfolglos, bei Schlaflosigkeit mittels Tafel und Büchlein (tabulas et codicellos) schreiben zu lernen.
Wahrscheinlich gab es von den frühesten systematisch hergestellten Buchstabentafeln zwei Varianten: eine handgeschriebene, um durch Kopieren der Buchstaben schreiben zu lernen, sowie eine gedruckte zum Lesenlernen. Von der Buchstabentafel zu unterscheiden ist der Begriff Abecedarium, der in den meisten Definitionen sowohl Buchstabentafeln als auch erste Lesebücher und Fibeln umfasst.
Auf den ältesten überlieferten Tafeln ist nur das Alphabet zu sehen. Bei späteren Exemplaren folgte dem ABC ein Gebet (meist das Vaterunser), das die untere Hälfte des Blatts einnahm. Diese Variante verdrängte frühere Tafeln schließlich fast vollständig. Meist ging dem Alphabet ein griechisches Kreuz voran.
Die meisten Buchstabentafeln bestanden aus Holz und waren mit einem Griff versehen. Manchmal war in den Griff ein Loch gebohrt, um die Tafel mittels einer Schnur an den Gürtel oder über den Arm zu hängen. Im kontinentalen Europa befand sich der Griff oft oben oder an der Seite, in englischsprachigen Ländern unten.
Texte und Illustrationen belegen, dass lange Zeit ein kurzer Zeigestock, Knochen, Stift oder ähnliches verwendet wurde, um bei der Unterweisung die Aufmerksamkeit des Kindes auf die Buchstaben zu lenken. Die Tafeln wurden von den Kindern wahrscheinlich nicht nur zum Lernen, sondern auch zum Spielen benutzt; einige Erwachsene verwendeten sie als Züchtigungsmittel.
Sowohl Schreibwarenhändler als auch Hausierer verkauften ABC-Täfelchen. Auf Märkten gab es neben vorgefertigten Buchstabentafeln auch einzelne Papierblätter zu kaufen, die von den Eltern oder Lehrern auf Holztafeln geklebt wurden.
ABC-Täfelchen waren in Teilen Europas, später auch in Amerika, weit verbreitet. Exemplare von oder zumindest Indizien auf Buchstabentafeln gibt es aus Frankreich, Italien, Flandern, den Niederlanden, Deutschland, Böhmen, Dänemark, Norwegen und Schweden. Auch von kurdischen und mexikanischen Tafeln wurde berichtet. Im Gegensatz zu den englischen Hornbüchern sind nur sehr wenige Buchstabentafeln vom kontinentalen Europa tatsächlich überliefert.
Da mit der Zeit Papier immer billiger herzustellen war, verdrängten spätestens im 19. Jahrhundert Bücher die Buchstabentafeln.

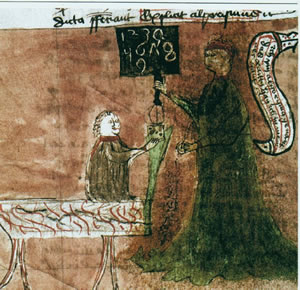
Ein Lehrer zeigt dem Schüler eine Zahlentafel (Kopie einer Handschrift von Sacrobosco, um 1400).
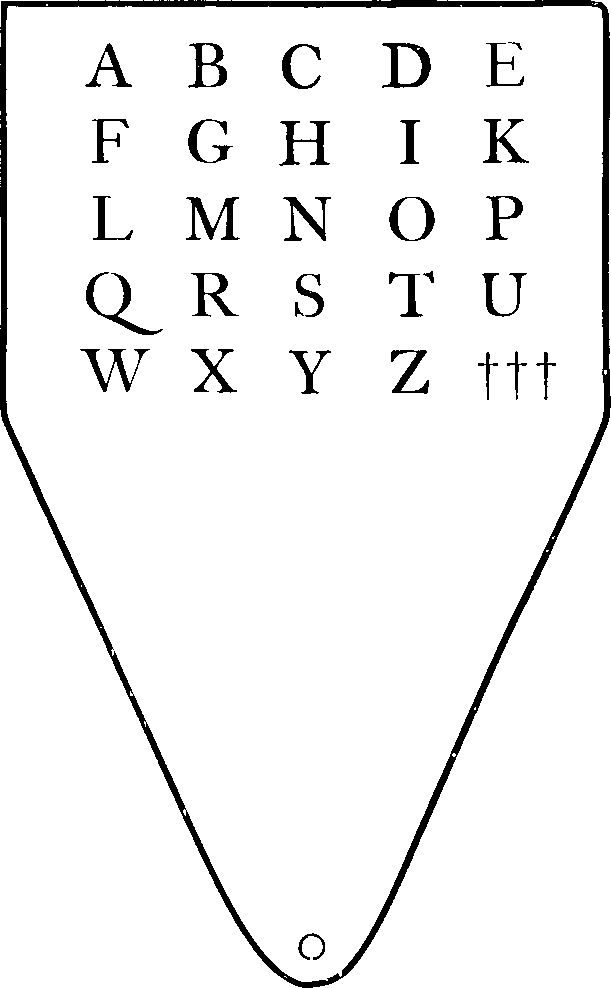
Eine der in Deutschland, Böhmen, Schweden, Norwegen und Dänemark verbreiteten Formen.
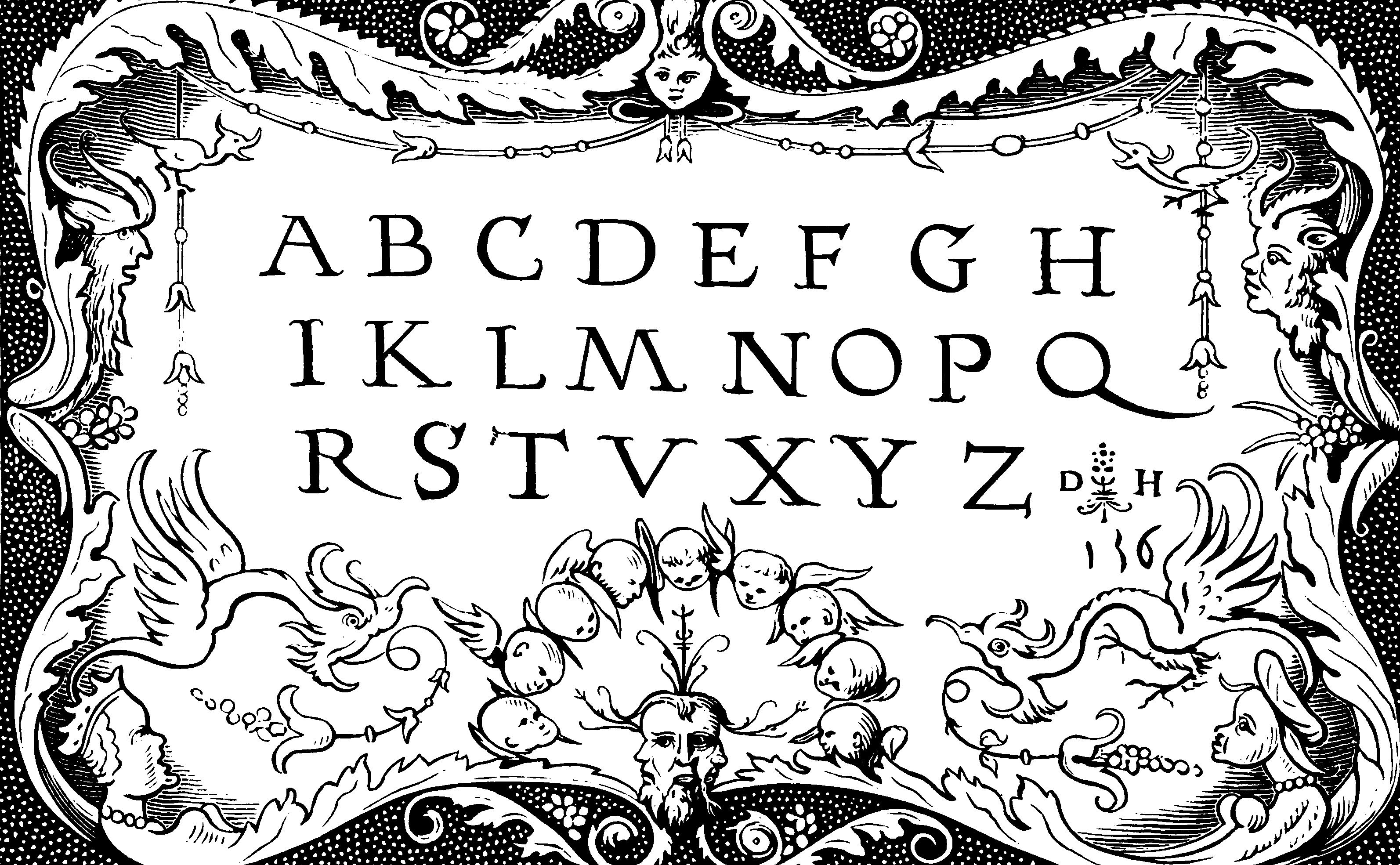
14×9 cm großes Blatt einer deutschen Buchstabentafel (Entwurf von Daniel Hopfer aus dem 16. Jahrhundert).
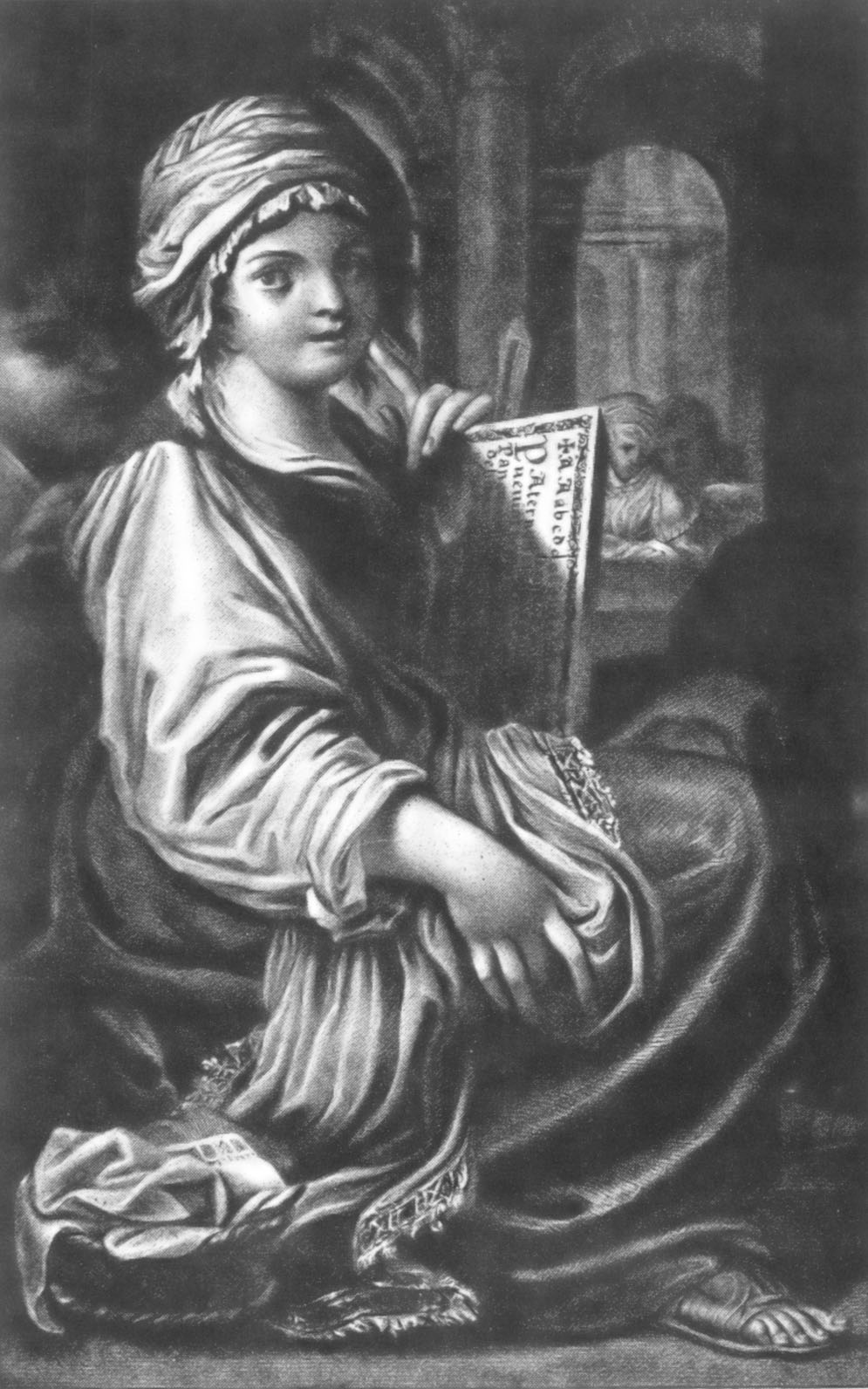
Bartolomeo Schedoni (1560–1616): Le premier des devoirs

## Weiterentwicklungen

### Hornbücher

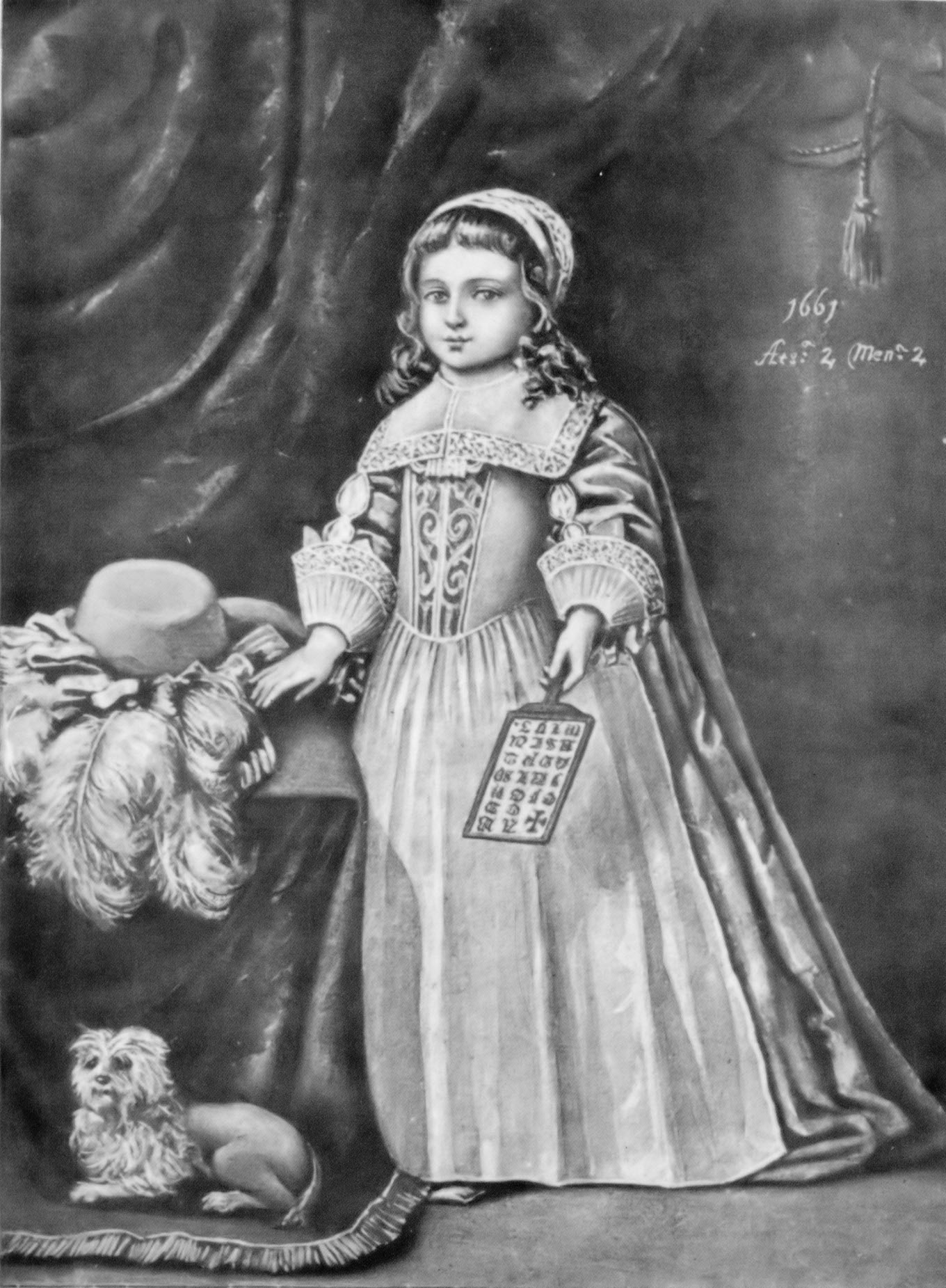
Porträt der zweijährigen Miss Campion (1661), die aus der gleichen Familie wie Thomas Campion hervorging.

Im englischen Sprachraum bedeckte eine dünne, durchsichtige, von Metallstreifen und -nägeln festgehaltene Platte aus Hornsubstanz das auf die Tafel aufgeklebte Papier, um es vor Abnutzung und Schmutz zu schützen. Derartige Buchstabentafeln nennt man Hornbücher, obwohl sie keine Bücher im herkömmlichen Sinn sind.
Das älteste überlieferte Hornbuch stammt aus der Mitte des 15. Jahrhunderts; allgemeine Verbreitung fanden Hornbücher allerdings wahrscheinlich erst gegen Ende des 16. Jahrhunderts. Vom europäischen Festland sind nur ein oder zwei Exemplare überliefert; sehr wahrscheinlich fanden Hornbücher nie größere Verbreitung außerhalb von England und Amerika, wo die ersten Einwanderer sie aus Europa mitbrachten, nicht aber selbst herstellten. Daneben sind einige schottische Exemplare bekannt. Einige der älteren Hornbücher wurden in den Niederlanden hergestellt, nachdem William Caxton Konkurrenz aus dem Ausland bekam.
Die Nutzung von Horn als Werkstoff reicht weit in die Menschheitsgeschichte zurück. Bereits vor den ersten Hornbüchern wurden Hornplatten zum Schutz von Schriftzügen auf den Deckblättern alter Manuskripte verwendet. Womöglich entwickelte sich aus dieser Technik die Idee zum Hornbuch. Das bekannteste und eines der ältesten englischen Unternehmen, das Horn verarbeitete, ist die Londoner Worshipful Company of Horners. Das Horn wurde in kochendem Wasser eingeweicht, worauf es sich leicht formen und mit einer Presse zu einer dünnen Platte zusammendrücken ließ.
Obwohl auch größere Exemplare und diverse Materialien bekannt sind, maßen die meisten Hornbücher etwa 7 × 13 cm oder weniger und wurden aus Eichenholz gefertigt, auf das das Papier geklebt wurde. Darauf wurde die Hornplatte mit etwa 3 mm breiten und millimeterdicken Metallstreifen (meist aus Kupfer oder kupferhaltigen Legierungen) befestigt. Die Nägel wurden in Handarbeit gefertigt. In früheren Hornbüchern waren deren Köpfe dabei an vier Seiten zu einer Erhöhung angeschliffen (siehe Abbildung rechts), sodass sie das Hornbuch vor Kratzern schützten, wenn es mit der Oberseite nach unten auf eine Fläche gelegt wurde. Die Metallstreifen waren dünn genug, um die Nägel bis in das Holz zu treiben, ohne Löcher bohren zu müssen; auch ließen sie sich leicht mit einer normalen Schere zurechtstutzen. Der Endpreis eines Hornbuchs im 17. und Anfang des 18. Jahrhunderts lag typischerweise im Bereich von einem halben Penny bis zwei Pence.
Der englische Begriff Hornbook umfasste mit der Zeit auch Buchstabentafeln aus Holz ohne Hornplatte, im Allgemeinen auch weitere Formen dieser Lernhilfen wie Battledores (siehe unten) und jegliche erste Texte für Kinder. Regional waren andere Bezeichnungen oder Spitznamen wie “Horn-gig”, “Battledore book”, “Hornen-book”, “Horning-book” oder “Horn-bat” verbreitet. Aus der ursprünglichen Bedeutung des Wortes entwickelte sich die auch im heutigen englischen Sprachgebrauch gelegentlich verwendete Bezeichnung “Hornbook” für einen einführenden oder grundlegenden Text zu einem Thema, insbesondere im Bereich der Rechtswissenschaft. Hornbook Law ist die Bezeichnung für einen juristischen Grundsatz, der so allgemein akzeptiert ist, dass er keiner weiteren Erklärung bedarf.
In Londons kleineren Schulen waren Hornbücher bis 1790 oder später weitverbreitet.  Ab 1800 versiegte die Nachfrage nach Hornbüchern; bereits zwanzig Jahre später wurden die meisten, lediglich in ländlichen Regionen verbleibenden, Exemplare vernichtet. Vereinzelt sind sehr späte Exemplare aus den 1830er Jahren überliefert.

### Battledores
Eine Variante der Buchstabentafeln entwickelte sich in England aus hölzernen Federballschlägern („Battledores“). Das Federballspiel war sowohl unter Kindern als auch unter Erwachsenen beliebt. Einige örtliche Druckereien bedruckten diese Schläger beidseitig mit dem ABC und den zehn Ziffern sowie mit einem Bild, um Kindern die Gelegenheit zu geben, „nebenbei“ – also während des Spiels – zu lernen. Der eine Zeit lang gebräuchliche Ausdruck “to know B from a battledore” bedeutet, dass jemand wenig gebildet ist. Manchmal bezeichnete man mit „Battledores“ auch Hornbücher.
Fortschritte in der Papierfabrikation und im Druckwesen führten zur Entwicklung von Lernhilfen, die nicht aus Holz, sondern aus festem Papier oder Karton gefertigt wurden. Auch diese Tafeln nannte man „Battledores“. Die Buchstabentafeln aus Karton erfand 1746 nach eigenen Angaben Benjamin Collins. Wie seine Abrechnungen zeigen, verkaufte er zwischen 1770 und 1780 weit über 100.000 Kopien zu zwölf Schilling pro Gros. Der Endverkaufspreis pro Stück betrug zwei Pence. Jedoch war wohl schon früher das Alphabet auf Tafeln aus Karton in Gebrauch; erwähnt wird diese Variante bereits 1577 (Works of Sir Thomas More, Knyght, some time Lorde Chancellour of England, wrytten by him in the Englysh tonge…, S. 606). Ob derartige frühe Tafeln generell einen Griff besaßen oder nicht, lässt sich nicht mehr feststellen.
Die frühen überlieferten Battledores sind aus holländischem Papier gefertigt. Die Vorderseite hatte im Allgemeinen einen schützenden gräulichen oder bräunlichen Lacküberzug; die Rückseite schmückte ein farbiges Motiv, das oft an einigen Stellen Prägungen mit goldener Farbe aufwies. In späteren Varianten ließ man die bunten Verzierungen und religiösen Texte weg. Schließlich bedruckte man beide Seiten.

Zahlreiche Drucker stellten Battledores aus Karton her und gaben ihnen eigene Namen wie The Royal Battledore, The London New Battledore, The New Improved Batledore, The Good Child’s Battledore oder The Infant’s Battledore. Vor allem in späteren Jahren gab es unzählige Varianten von Battledores. Eine Mischform zwischen Hornbuch und Battledore ist Thomas Saints New invented Horn-Book, das wie ein Hornbuch gefertigt ist, aber sowohl ein klassisches Alphabet mit Gebet als auch ein bebildertes ABC enthält.
Battledores begannen in den 1820er und 30er Jahren an Popularität zu verlieren. Zur Mitte des 19. Jahrhunderts oder etwas später waren sie von mehrseitigen Heften verdrängt.

## Varianten und Sonderformen
Von Buchstabentafeln sind sehr vielfältige Varianten überliefert, die sich in den verwendeten Materialien, der Form sowie dem Inhalt von den gebräuchlichen Typen unterscheiden.

### Tafel

#### Materialien
Buchstabentafeln aus Silber, wie sie unter anderem in adligen Familien verwendet wurden, sind äußerst selten. Vermutlich wurden viele alte Exemplare zerstört, um an das Metall zu gelangen. Die Tatsache, dass in einigen dieser edlen Exemplare grobe Satzfehler vorkommen, ist möglicherweise ein Indiz dafür, dass Hornbücher aus Silber zu ihrer Zeit keine Seltenheit waren.
Weiterhin sind Buchstabentafeln aus Eisen überliefert, die alle aus der späteren Zeit stammen.
Von der Mitte des 18. bis zum Beginn des 19. Jahrhunderts waren Buchstabentafeln aus Elfenbein und Knochen relativ weit verbreitet. Wegen ihres zwangsläufig hohen Preises waren sie wohlhabenden Familien vorbehalten.
Bei Hornbüchern mit Lederüberzug war die Holztafel meist etwas dünner als bei den gebräuchlicheren Varianten. Das Leder wurde mit heißem Klebstoff auf der Tafel angebracht; für den Griffüberzug war ein gesondertes dreiecksförmiges Lederstück nötig. Verzierungen prägte man mittels eines erhitzten Metallblocks auf.
Ein etwa 3 × 3½ cm großes Einzelexemplar aus Blei ist, sollte es echt sein, möglicherweise die älteste überlieferte Buchstabentafel überhaupt (siehe Abbildung links oben). Das Bild links unten zeigt eine wahrscheinlich aus dem 16. Jahrhundert stammende steinerne Gussform aus Deutschland und eine damit hergestellte 4½ cm breite bleierne Tafel.
Wie Texte und Backformen aus England und den Niederlanden zeigen, erfreuten sich Buchstabentafeln aus Lebkuchen großer Beliebtheit. Auch Nadelarbeiten mit dem ABC sind überliefert.

#### Verzierungen
Gelegentlich umrandete ein Rahmen aus Ornamenten den Text. Oft war dieser Rahmen allerdings vollständig oder teilweise von den Metallstreifen verdeckt. Möglicherweise diente er daher nicht nur zur Verzierung, sondern auch als Hilfslinie beim Zusammenbau der Tafel.
Einige Tafeln zieren eingeschnitzte oder geprägte Motive auf der Rückseite und am Griff. Beliebt waren einfache blumenähnliche Muster. Es finden sich aber auch andere Motive, wie etwa der König Karl I. zu Pferde oder der Schutzheilige Englands, Georg, mit dem Drachen. Manchmal wurde vor der Prägung Silber- oder Goldfolie auf die Tafel appliziert. Vergoldete Tafeln sind nicht überliefert, werden aber in alten Rechnungen und Werbeinseraten erwähnt.

#### Mängel
Buchstabentafeln wiesen Qualitätsunterschiede auf, die sich in der Verarbeitung und den verwendeten Materialien ausdrücken.
Einfache Modelle der Buchstabentafeln, die in hoher Stückzahl und zu einem geringen Preis angefertigt wurden, wiesen manchmal Mängel auf. Dazu zählen Holztafeln von unregelmäßiger Dicke, unterschiedlich breite Metallstreifen und grob geschnittene oder überstehende Hornplatten.

#### Kreuzform
Zeitgenössische Quellen berichten, dass einige der frühen Buchstabentafeln in Form eines lateinischen Kreuzes gefertigt wurden, wobei die einzelnen Buchstaben vertikal und horizontal angeordnet waren. Von Exemplaren in weiteren Varianten wurde berichtet (siehe Bild).

### Inhalt

#### Zeigetafel oder Kommunikationstafel
In Primarschulen/Kindergärten kommen auch oft Zeigetafeln zum Einsatz, auf denen Icons / Symbolbildchen in der gleichen Abc-Reihenfolge dargestellt sind, deren Anlaut der entsprechende Buchstabe ist. Das erste Bild oben rechts zeigt dafür ein historisches Beispiel. Die auf dem Battledore umlaufende Bilderfolge ist noch zusätzlich mit Buchstabe und Wort beschriftet.
Als Therapiematerial für die Logopädie und Krankenpflege werden bei Aphasie Zeigetafeln für häufigen Hilfsbedarf (Durst, Schmerz etc.), Stimmungen zur Vereinfachung der Kommunikation eingesetzt. Auch dort wird oft zusätzlich ein Abc gezeigt, um Worte durch Zeigen wie bei einer Schreibmaschine zu bilden.
Als Hilfe zum Erwerb von Fremdsprachen oder zur Kommunikation im Urlaubsland gibt es inzwischen aus den Zeigetafeln entwickelte kleine Wörterbücher zum Zeigen einzelner Begriffe oder Wörter ohne Sprachbenutzung.

#### Religiöse Symbole
Meist begann die erste Zeile des ABC mit einem griechischen Kreuz oder Tatzenkreuz (seltener mit einem lateinischen Kreuz), dem unmittelbar die ersten Buchstaben folgten. Diese erste Zeile, und, davon ausgehend, das gesamte Alphabet – eventuell zusammen mit dem Kreuz – nannte man auf Englisch Criss-cross-row (abweichende Schreibweisen waren üblich), auf Französisch Croix de par Dieu oder Croix de par Jésus. Diese Begriffe standen eine Zeit lang auch für jegliches elementares Wissen. Beim Kinderspiel scratch cradle, bei dem es darum geht, mit einem über die Hände aufgespannten Band Figuren zu bilden, war es üblich, während des Dehnens und Zusammenziehens des Bands “criss-cross” zu sagen.
Zu der Zeit, als England katholisch war, mussten die Schüler beim Beginn der Lehrstunde “Christ’s cross” sagen und sich bekreuzigen. Die religiöse Konnotation schwand mit der Zeit; nach der Reformation verlangte man kein Kreuzzeichen mehr beim Lesen aus dem Hornbuch. In einigen Battledores ersetzte der Buchstabe „X“ das Kreuz; in manchen, vor allem späteren Hornbüchern ließ man es ganz weg. Die Variante ohne Kreuz wurde unter anderem in Schottland sowie für die nach Amerika auswandernden Puritaner, die Bilderverehrung ablehnten, angefertigt.
Manchmal folgen dem ABC drei dreiecksförmig angeordnete Punkte, die den jungen Leser an die Dreifaltigkeit erinnern sollten.

#### Text
Meist waren erst die Klein-, dann die Großbuchstaben abgedruckt. Einige Varianten führten die Vokale oder deren mögliche Kombinationen mit Konsonanten explizit auf. Gewöhnlich folgte auch ein Et-Zeichen („&“) und einige Satzzeichen.
Oft enthielt das dem ABC folgende Gebet in älteren Hornbüchern – entsprechend der damaligen Praxis der römisch-katholischen Kirche – keine Doxologie.
Auf einigen Hornbüchern waren nicht nur die Buchstaben des Alphabets, sondern auch die zehn arabischen Ziffern oder römische Zahlen abgebildet. Wie zeitgenössische italienische und deutsche Illustrationen zeigen, wurden wahrscheinlich auch Tafeln verwendet, die gar kein ABC, sondern nur Zahlen enthielten.
Eine im Italien des 16. Jahrhunderts gedruckte Tafel zeigt das hebräische Alphabet.

#### Schriftarten
Wahrscheinlich waren die ersten Buchstabentafeln handgeschrieben. Diese Form blieb auch nach der weiten Verbreitung des Buchdrucks neben den gedruckten Tafeln bestehen. Aus der Zeit vor der Erfindung des Buchdrucks sind keine handgeschriebenen Tafeln überliefert. Bekannt sind hingegen Schreibanleitungen in Büchern mit ABCs, die handgeschriebenen Buchstabentafeln ähneln (etwa Calligraphia: Or the Arte of Faire Writing von David Browne, 1622).
Die ersten gedruckten Tafeln verwendeten gebrochene Schriften. In England kam seit 1467 die Antiqua in Gebrauch, so dass Hornbücher in dieser Schrift frühestens auf das 15. Jahrhundert datiert werden können. Daneben verwendeten Druckereien allerdings die alten Lettern bis ins 16. und 17. Jahrhundert hinein weiter, so dass sich von der Schrift allein nicht zuverlässig auf das genaue Herstellungsdatum von Buchstabentafeln schließen lässt. Die letzten, im 19. Jahrhundert gefertigten Hornbücher und Battledores verwenden Schriftarten vom Bodoni-Typ.

## Buchstabentafeln in der Kunst

### Musik
1608 veröffentlichte Thomas Morley als Teil der Musiksammlung A Plaine and easie Introduction to Practical Musicke… ein Lied über das Hornbuch, dessen erste Zeilen hier wiedergegeben werden:

### Bilder
ABC-Täfelchen finden sich in mehreren weltlichen und religiösen Bildern, in denen auch Kinder vorkommen, etwa in Jan Steens und Adriaen van Ostades Darstellungen von Dorfschulen. Weitere Gemälde, auf denen Buchstabentafeln zu sehen sind, stammen unter anderem von Rembrandt van Rijn, Claes Janszoon Visscher, Jean Raoux, Antonio da Correggio, Leonardo da Vinci und Bartolomeo Schedoni.
Buchstabentafeln wurden auch in Illustrationen allegorischer Figuren, etwa des Lernens oder der Sprachlehre, verwendet. Zu den Kupferstechern, die Buchstabentafeln darstellten, zählen Jost Amman, Hendrick Goltzius, Giuseppe Maria Mitelli (1634–1718) und anonyme Künstler. Allegorische und satirische Bilder mit ABC-Täfelchen finden sich in illustrierten Werken von Gregor Reisch (Margarita Philosophica, 1503 veröffentlicht), Johannes Baptista Cantalycius (1450–1515; Epigrammata, 1493) sowie Thomas Murner (Logica Memorativa, 1509; Narrenbeschwörung, 1512).
Mehrere Künstler, wie etwa Albrecht Dürer, Heinrich Aldegrever, Albrecht Altdorfer und Hendrik Goltzius umrahmten ihr Monogramm von unterschiedlich geformten Tafeln, die sehr wahrscheinlich ABC-Täfelchen darstellen sollen.

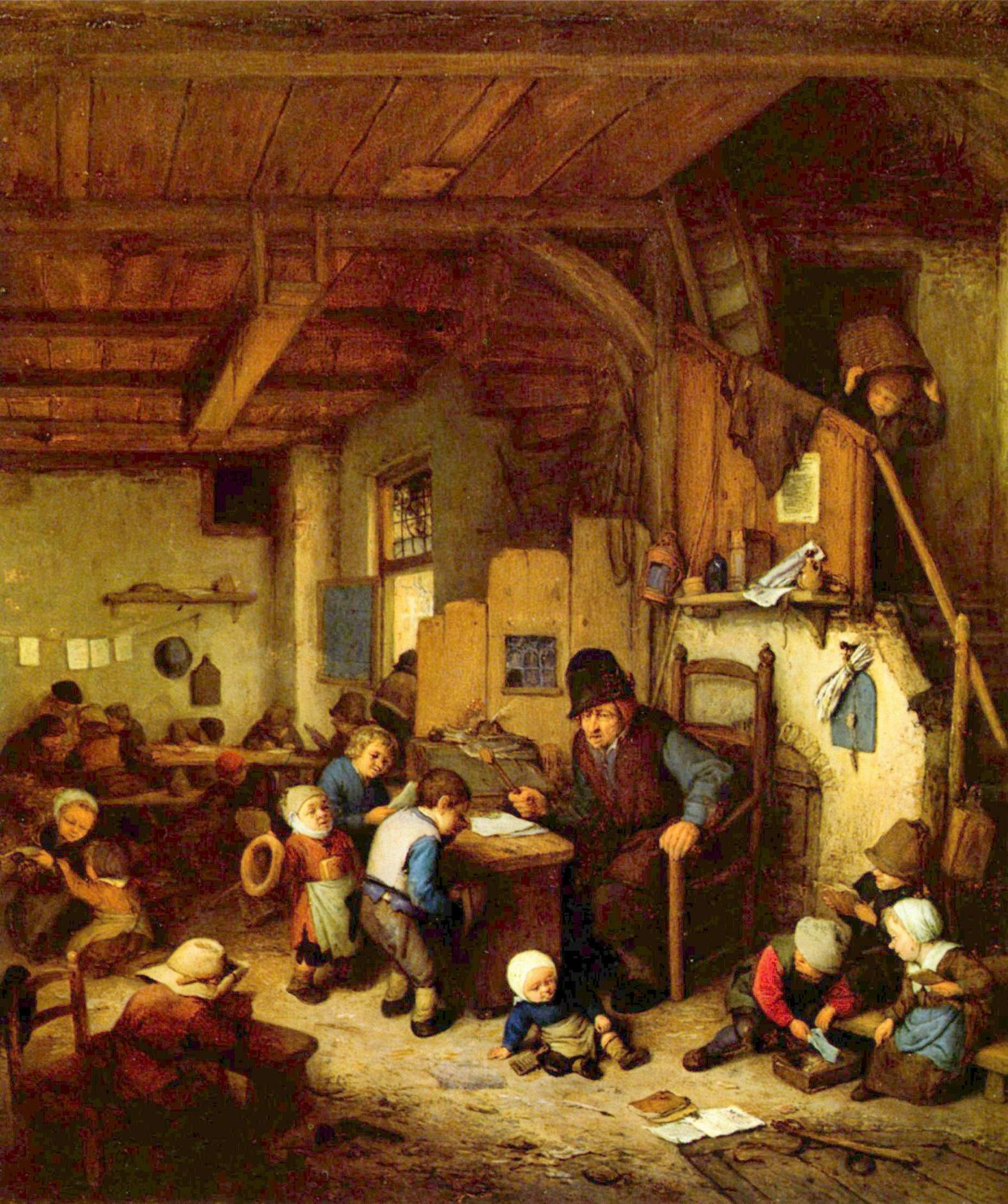
Adriaen van Ostade: Der Schulmeister (1662)
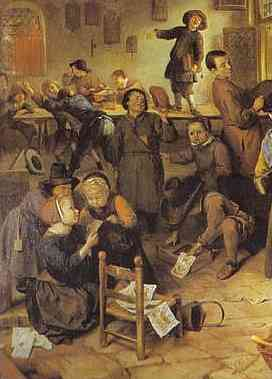
Ausschnitt aus Die Dorfschule von Jan Steen (um 1670). Das Kind links trägt eine Buchstabentafel am Gürtel seines Rocks.
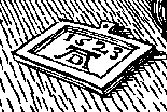
Dürers Monogramm in einer Darstellung des letzten Abendmahls

## Antiquarische Aspekte
Da Buchstabentafeln nicht als Sammelobjekte galten und, nachdem andere Lernhilfen sie verdrängt hatten, vernichtet wurden, sind von den Millionen hergestellten Exemplaren – selbst von den späteren – nur wenige überliefert. Frühe Buchstabentafeln sind sehr selten.
Antiquarisches Interesse an hölzernen Buchstabentafeln kam Ende des 19. Jahrhunderts auf, als Hornbücher häufig auf Ausstellungen und gelegentlich auf Tagungen von antiquarischen Gesellschaften gezeigt wurden. In der Londoner Caxton Celebration Exhibition von 1877 sowie in einer Ausstellung der Worshipful Company of Horners im Jahr 1882 konnten die Veranstalter jeweils vier bzw. acht Hornbücher auffinden und zeigen. Tuer fand im Zuge der Recherchen zu seinem 1896 erschienenen Standardwerk zum Thema über 150 Tafeln. Auch einige wenige Fälschungen sind bekannt geworden.
Heute sind Buchstabentafeln im Besitz von Privatleuten, Bibliotheken und Museen.